# Parque nacional Shannon
El Parque nacional Shannon es un parque nacional en Australia Occidental, ubicado a 302 km al sur de Perth.

## Datos
- Área: 526 km²;
- Coordenadas: 34°36′11″S 116°21′54″E / -34.60306, 116.36500
- Fecha de Creación: 1988
- Administración: Departamento de Conservación y tierras de Australia Occidental
- Categoría IUCN: II

Véase también:
- Zonas protegidas de Australia Occidental

- Datos: Q667469
- Multimedia: Shannon National Park / Q667469